# Класна свест
У марксизму, класна свест је скуп уверења која особа има у вези са својом друштвеном класом или економским рангом у друштву, структуром њене класе и њеним класним интересима. Према Карл Марксу, класна свест је кључна за покретање револуције која би „створила диктатуру пролетаријата, трансформишући га из радничке, безимовинске масе у владајућу класу“.
Иако се марксисти обично фокусирају на класну свест (или на њен недостатак) међу пролетаријатом, више класе у друштву такође могу да мисле и да делују на класно свестан начин. Као што је Леонард Феин написао, „“Веома богати су добро свесни својих класних привилегија и напорно су радили да их заштите и одбране“.

## Марксистичка теорија
Почетком 19. века, термини „радничке класе“ и „средње класе“ су већ почели да улазе у ширу употребу: „Стара наследна аристократија, појачана новим племством које је свој успех дуговало трговини, индустрији и професијама, еволуирала је у ‚вишу класу‘. Њена свест је делимично формирана у јавним школама (у британском смислу се ово односи на облик приватне школе) и универзитетима. Виша класа упорно одржава контролу над политичким системом, лишавајући не само радничке класе већ и средње класе свог гласа у политичком процесу.“
Иако је Карл Маркс ретко користио термин „класна свест“, он прави разлику између „класе као такве“, која је дефинисана као категорија људи која има заједнички однос према средствима за производњу; и "класе која ради за себе", која је дефинисана као слој организован у активној потрази за сопственим интересима.
Дефинисање друштвене класе особе може бити пресудно за њихову свест о њој. Марксисти дефинишу класе на основу њиховог односа према средствима за производњу, посебно према томе да ли поседују капитал. Немарксистички друштвени научници разликују различите друштвене слојеве на основу прихода, занимања или статуса.
Док је Маркс веровао да ће пролетаријат природно стећи класну свест као резултат искустава експлоатације, каснији ортодоксни марксизам, посебно како га је формулисао Владимир Лењин, веровао је да радничка класа, сама по себи, може развити само „синдикалну свест“, коју је Лењин карактерисао у делу „Шта да се ради?“ као „уверење да је неопходно удруживање у синдикате, борба против послодаваца и тежња да се примора влада да усвоји неопходно радно законодавство.“  Да би се превазишао овај (по Лењиновом мишљењу) ограничен поглед на свет, била је потребна авангардна партија најполитички напреднијег дела радничке класе како би се помогло у замени синдикалне свести класном свешћу.

## Критика
Пољски политички филозоф Лешек Колаковски оспорио је идеју да се класна свест може усадити споља, од стране авангардне партије. У свом делу „Главни токови марксизма“ и својим другим списима, он је тврдио да, како би се постигло јединство теорије и праксе, теорија мора не само да тежи стварности у покушају да је промени; стварност мора такође тежити теорији. У супротном, историјски процес води сопствени живот, док теоретичари праве своје мале теорије, очајнички чекајући неку врсту могућег утицаја на историјски процес. Стога, сама стварност мора тежити теорији, чинећи је „изразом самог револуционарног процеса“. Заузврат, теорија која има за циљ да помогне пролетаријату да постигне класну свест мора најпре бити „објективна теорија класне свести“. Међутим, сама теорија није довољна и ултимативно се ослања на борбу човечанства и пролетаријата за свест: „објективна теорија класне свести је само теорија њене објективне могућности“.
Економиста аустријске школе Лудвиг фон Мизес тврдио је да је „Маркс помешао појмове касте и класе“. Мизес је допустио да су класна свест и припадајућа класна борба валидни концепти у неким околностима где постоје ригидне друштвене касте, нпр. када је ропство легално и робови стога деле заједнички мотив за окончање свог неповољног статуса у односу на друге касте, али је класа произвољна дистинкција у капиталистичком друштву где постоји једнакост пред законом. Мизес је веровао да под капитализмом, богатство особе не утиче значајно на то како се према њој односе законодавци, органи реда или судови.
Мизесов следбеник Мареј Ротбард је тврдио да је Марксов покушај да прикаже раднике и капиталисте као две монолитне групе био погрешан, јер се радници и капиталисти рутински такмиче унутар својих група, као што се капиталистички предузетници такмиче међу собом за тржишни удео, или се домаћи радници такмиче са имигрантским радницима за послове. Ротбард је тврдио да, ако постоји стални сукоб међу различитим члановима исте класе (као, на пример, међу земљопоседницима, племством или робовласницима), онда је апсурдно тврдити да ти земљопоседници, племићи и робовласници могу имати објективне интересе једни с другима против друге класе као што су њихови радници, сељаци или робови.

## Примери
- Балонски неред 1819.
- Немири на Хејмаркету
- Штрајк на западној обали 1934.
- Zoot Suit нереди
- Колузија у главној бејзбол лиги